# Hoplunnis similis
Hoplunnis similis är en fiskart som beskrevs av Smith, 1989. Hoplunnis similis ingår i släktet Hoplunnis och familjen Nettastomatidae. Inga underarter finns listade i Catalogue of Life.